# 2045
Het jaar 2045 is een jaartal volgens de christelijke jaartelling.

## Gebeurtenissen
- Het reactorgebouw van de Kernenergiecentrale Dodewaard kan afgebroken worden.
- De archiefstukken rondom de bombardementen van Britse vliegtuigen op de Duitse schepen Thielbek, Cap Arcona en Athen op 3 mei 1945 mogen worden geopend.

### Augustus
- 12 - In de Verenigde Staten vindt een zonsverduistering plaats van Noord-Californië tot Florida.